# Ordinariato militar de Nueva Zelanda
El ordinariato militar de Nueva Zelanda (en inglés: Military Ordinariate of New Zealand) es una circunscripción eclesiástica de la Iglesia católica en Nueva Zelanda. Se trata de un ordinariato militar latino, inmediatamente sujeto a la Santa Sede. Desde el 27 de mayo de 2023 su ordinario es el arzobispo Paul Gerard Martin, de la Sociedad de María.

## Territorio y organización
El ordinariato militar tiene jurisdicción personal peculiar ordinaria y propia sobre los fieles católicos militares de rito latino (y otros fieles definidos en los estatutos), incluso si se hallan fuera de las fronteras del país, pero los fieles continúan siendo feligreses también de la diócesis y parroquia de la que forman parte por razón del domicilio o del rito, pues la jurisdicción es cumulativa con el obispo del lugar. Los cuarteles y los lugares reservados a los militares están sometidos primera y principalmente a la jurisdicción del ordinario militar, y subsidiariamente a la jurisdicción del obispo diocesano cuando falta el ordinario militar o sus capellanes. El ordinariato tiene su propio clero, pero los obispos diocesanos le ceden sacerdotes para llevar adelante la tarea de capellanes militares de forma exclusiva o compartida con las diócesis.
El ordinariato militar brinda atención pastoral a los fieles católicos que prestan servicio en la Fuerza de Defensa de Nueva Zelanda y a sus familias, compuesta por el Ejército de Nueva Zelanda, la Real Fuerza Aérea de Nueva Zelanda y la Real Armada de Nueva Zelanda. Sin embargo, todos los capellanes existentes son parte del Royal New Zealand Chaplains Departmernt del Ejército de Nueva Zelanda.
La sede del ordinariato militar se encuentra en la ciudad de Wellington.
En 2024 el Anuario Pontificio no reportó la existencia de parroquias en el ordinariato militar.
Desde el 1 de junio de 1995 el ordinario militar ha sido siempre el arzobispo de Wellington.

## Historia
El vicariato castrense de Nueva Zelanda fue erigido el 28 de octubre de 1976.
Mediante la promulgación de la constitución apostólica Spirituali Militum Curae por el papa Juan Pablo II el 21 de abril de 1986 los vicariatos militares fueron renombrados como ordinariatos militares o castrenses y equiparados jurídicamente a las diócesis. Cada ordinariato militar se rige por un estatuto propio emanado de la Santa Sede y tiene a su frente un obispo ordinario nombrado por el papa teniendo en cuenta los acuerdos con los diversos Estados. 

## Estadísticas
Según el Anuario Pontificio 2024 el ordinariato militar en 2016 tenía 12 sacerdotes.
| Año                                                                             | Población            | Población | Población      | Sacerdotes | Sacerdotes    | Sacerdotes    | Bautizados por sacerdote | Diáconos permanentes | Religiosos | Religiosos | Parroquias |
| Año                                                                             | Bautizados católicos | Total     | % de católicos | Total      | Clero secular | Clero regular | Bautizados por sacerdote | Diáconos permanentes | Varones    | Mujeres    | Parroquias |
| ------------------------------------------------------------------------------- | -------------------- | --------- | -------------- | ---------- | ------------- | ------------- | ------------------------ | -------------------- | ---------- | ---------- | ---------- |
| 1990                                                                            |                      |           |                | 17         |               |               |                          |                      |            |            |            |
| 1999                                                                            |                      |           |                | 9          | 6             | 3             |                          |                      | 3          |            |            |
| 2000                                                                            |                      |           |                | 6          | 5             | 1             |                          |                      | 1          |            |            |
| 2001                                                                            |                      |           |                | 6          | 5             | 1             |                          |                      | 1          |            |            |
| 2002                                                                            |                      |           |                | 7          | 6             | 1             |                          |                      | 1          |            |            |
| 2003                                                                            |                      |           |                | 6          | 6             |               |                          |                      |            |            |            |
| 2004                                                                            |                      |           |                | 6          | 6             |               |                          |                      |            |            |            |
| 2016                                                                            |                      |           |                | 12         | 12            |               |                          |                      |            |            |            |
| 2019                                                                            |                      |           |                |            |               |               |                          |                      |            |            |            |
| 2021                                                                            |                      |           |                |            |               |               |                          |                      |            |            |            |
| 2023                                                                            |                      |           |                |            |               |               |                          |                      |            |            |            |
| Fuente: Catholic-Hierarchy, que a su vez toma los datos del Anuario Pontificio. |                      |           |                |            |               |               |                          |                      |            |            |            |

## Episcopologio

### Vicarios castrenses
- Owen Noel Snedden † (28 de octubre de 1976-17 de abril de 1981 falleció)
- Edward Russell Gaines † (19 de junio de 1981-21 de abril de 1986 nombrado ordinario militar)

### Ordinarios militares
- Edward Russell Gaines † (21 de abril de 1986-6 de septiembre de 1994 falleció)
- Thomas Stafford Williams † (1 de junio de 1995-1 de abril de 2005 retirado)
- John Atcherley Dew (1 de abril de 2005-27 de mayo de 2023 retirado)
- Paul Gerard Martin, S.M., desde el 27 de mayo de 2023